# Zdziary
Zdziary est une localité polonaise de la gmina de Jarocin, située dans le powiat de Nisko en voïvodie des Basses-Carpates.
Jusqu'en 2012, le village s'appelait « Ździary » (le Z accent aigu « Ź » a été remplacé par un « Z » simple au 1er janvier 2013).